# Ilex sclerophylla
Ilex sclerophylla är en järneksväxtart som beskrevs av Joseph Dalton Hooker. Ilex sclerophylla ingår i släktet järnekar, och familjen järneksväxter. Inga underarter finns listade i Catalogue of Life.